# Paul Janvier
Pour les articles homonymes, voir Janvier (homonymie).
Paul Janvier, né le 28 juin 1913 à Bais, mort en 1984, est un résistant et médecin français décoré de la médaille de la Résistance.

## Biographie

### Origine
Le docteur Paul Janvier est médecin à Bais. Son père Auguste Janvier (1865-1932) est maire et conseiller général de Bais, chevalier de la Légion d’honneur en 1923, il est propriétaire éleveur, fondateur et secrétaire général du Stud-Book du cheval de trait mayennais.

### Bataille de France
Médecin auxiliaire, il est blessé le 21 juin 1940, au cours des derniers combats de la bataille de France près de Nancy par un éclat d’obus. Il est prisonnier pendant quelques semaines au stalag de Burthecourt[pas clair].

### Retour au pays
Rentré à Bais, il s'y installe comme médecin de campagne, où il fonde une famille. Il est alors amené à participer à des filières bénévoles faisant évacuer en zone libre, via Assé-le-Béranger des soldats africains, où il commence à connaître les futurs résistants de la région.
En 1943, un ami de famille, Robert Le Balle sait que le frère de Janvier, Pierre qui prépare l'école de Saint-Cyr souhaite rejoindre la France Libre Il est mis en contact par Le Balle vers un de ces anciens élèves : Jean-Baptiste Biaggi qui l'expédia en juillet vers les Pyrénées. Par son frère Pierre, Biaggi sait qu'il peut compter sur Janvier pour mettre à l'abri ses clients en danger. En 1943, le docteur fait de Bais un centre de réseau d’évasion pour le transfert de volontaires concernés par le Service du travail obligatoire pour l’Algérie à travers l’Espagne.

### Le réseau Navarre
À partir d'août 1943, il crée une branche du réseau de résistance intérieure Navarre durant la Seconde Guerre mondiale à la suite de contacts avec le professeur Robert Le Balle, fils d'un ancien inspecteur d'académie de la Mayenne. Lui-même, professeur de droit civil à Paris, est connu sous le nom d’Oncle Bob. Ce dernier, ami de la famille, vient le voir à Bais et lui demande de faire partie de l’Organisation civile et militaire (OCM), tout en devenant agent de renseignement dans le réseau Navarre, qui prit ensuite le nom d'Alliance.
Le général de Gaulle souhaite que la préférence soit donnée à ses agents dans toute cette région de L'Ouest. Le Balle ne cache pas les difficultés que va rencontrer Janvier près de certains agents alliée, ou à tendance communiste. Janvier accepte à condition de rester un agent strictement militaire des Forces françaises libres (FFL), et s’accordent sur le code à observer pour la réception des résistants envoyés par Robert Le Balle. L’objet du réseau est renseignement, préparation des parachutages, organisation de la résistance. Il recrute ainsi l'abbé Lorier, M. Baguenard, Camille Hyvard, père.
Janvier, alias Capitaine Hyvert est le responsable de l'Organisation civile et militaire (OCM) pour la Mayenne.

### Le contact avec Londres
Janvier prépare les parachutages, en structurant son réseau avec des amis sûrs, et peu bavards. Fin septembre, Paul Janvier renvoie un pigeon voyageur avec un message qui donne la situation militaire actuelles des troupes allemandes, la possibilité de former des groupes de résistance, et indique les nombreux terrains de parachutages possibles dans la région.
Le 18 novembre 1943, Radio-Londres émet un message Les écrevisses à la mayonnaise sont excellentes indiquant l’établissement du contact avec Londres. Il faut donc attendre l'arrivée d'un agent. Les hommes de confiance de Janvier vont pendant l'hiver recruter eux-mêmes leurs équipes.

### Résistance intérieure
À partir de début février 1944, l'équipe est informée qu'elle va avoir à accueillir des résistants recherchés par la Gestapo, et qui sont obligés de fuir Paris, à la suite de l'arrestation de plusieurs membres du réseau lié à Robert Le Balle. Le 19 février 1944 un résistant spécialiste de la lutte clandestine, et recherché par la Gestapo, André Deguin, connu sous le nom d’Alex, est caché par le réseau.

### Le développement du maquis

#### L'influence du SOE
Début mars 1944, le réseau voit l'arrivée de Jean Renaud-Dandicolle, du sous-réseau VERGER. Ils étudient un programme de mise sur pied de la Résistance dans la région du Nord-Est de la Mayenne, allant jusqu'aux confins de la Sarthe et de l'Orne.
Renaud-Dandicolle repart à Paris après quelques jours pour chercher des ordres et reprendre contact avec ces supérieurs. Il revient avec Maurice Larcher, agent radio de la SOE. Il établit son premier contact radio le 2 mars 1944 depuis un émetteur caché. Renaud-Dandicolle repart à Paris rendre compte du succès de la liaison, et présenter les projets du groupe de Résistance pour la suite.

#### Les Pompiers de Paris
Le 21 mars 1944, Deguin part également sur Paris pour reprendre contact avec les sapeurs-pompiers de Paris désorganisés par la Milice et des agents à la solde des Allemands. Il propose à l'adjudant Pierre de monter un regroupement de sapeurs-pompiers dans la région de Bais pour pouvoir les armer et les camoufler en attendant le Débarquement. Il rencontre aussi Le Balle, qui lui annonce la visite du général du Bois de Beauchesne ou de son adjoint pour donner les ordres venant du BCRA. A son retour, Deguin se réfugie à Hambers.
Le 10 avril 1944, Jean Renaud-Dandicolle revient de Paris accompagné du major Claude de Baissac, agent du SOE. Baissac est chargé par le réseau Buckmaster d'organiser la Résistance et le parachutage des armes. Ils sont installés dans une ferme abandonnée à la Roisière à Champgenéteux, et sont en contact avec M. Baguenard. La zone de parachutage utilisée sera la vallée du Mont du Saule. Peu après l'arrivée de Claude de Baissac, arrive également sa sœur Lise de Baissac en bicyclette.

#### Les parachutages
Le 1er mai 1944, un message est transmis de Londres pour annoncer au réseau Navarre qu’un parachutage aura lieu dans la nuit au Mont du Saule : « Le vin rouge est le meilleur ». Sont présents à ce premier parachutage : le major de Baissac, le docteur Janvier, Alex, Jean Renaud-Dandicolle ainsi qu’une équipe d’Hambers et une de Bais. À une heure du matin, l’appareil lâche deux tonnes d’armes contenues dans treize conteneurs et huit paquets. Une femme est parachutée, Phyllis Latour. Le matériel sera amené dans les hangars de Marches à l'aide de deux vachères, les chevaux auront parcouru 30 kilomètres dans la nuit et à vive allure.
Le 5 mai, l'abbé Lorier installe Jean Daniel, un autre résistant pompier en fuite comme commis de ferme à la Douanière. Le 9 mai 1944, nouveau message, mais rien d'expédié. C'est le 10 mai 1944 que deux autres tonnes de matériel sont de nouveau parachutées et transportées dans la vachère de M. Hyvard et la Simca 5 du docteur Janvier. Le 12 mai, deux autres pompiers Edmond Duval (Mickey) et Médéric Lepoivre (Médoche) arrivent par le dernier train régulier circulant sur la ligne, et rejoignent Alex à la Valette où le fermier commence à s’inquiéter. Ils seront finalement hébergés dans une maison du bois du Tay.

#### L'entente froide
Le même jour se présente Philippe Sergent, envoyé du Général de Beauchêne, du BCRA. La rencontre avec les agents du SOE reste froide. Paul Janvier connait les contacts entre le SOE et les FTP, il indique à Sergent qu'il restera uniquement aux ordres militaires de la France Combattante, préparant une force armée clandestine prête à obéir au Général de Gaulle, tout en utilisant l'aide matérielle anglaise. Le 20 mai, le terrain du Mont du Saule est signalé aux Allemands à la suite de la découverte de parachutes. L'ensemble du matériel accumulé est transporté ches les Guénoux, aux Champs à Trans.
Claude de Baissac cherche à imposer à Janvier l’autorité anglaise, et Janvier refuse toute autorité du SOE.
Claude de Baissac est désormais réfugié chez Marc Allais, instituteur de Saint-Aubin-du-Désert.
Le 26 mai, les Allemands enquêtent un peu partout dans la région. Fin mai, Janvier reçoit un appel de Sergent pour lui donner des ordres, il n'aura plus aucune nouvelle de lui.
Il faut alors créer un véritable maquis en forêt de Pail avec l’arrivée de nouveaux sapeurs-pompiers de Paris. Le 2 juin, Le Petit-Bouillan, ferme abandonnée en bordure de forêt entre Gesvres et de Saint-Paul-le-Gaultier sert de premier maquis au réseau. C’est là que se forme le premier maquis avec Jacques et Gérard Badin, cousins de Janvier, Edmond Duval, Médéric Lepoivre, Jean Daniel et Alex. Paul Janvier est au courant des relations entre Claude de Baissac, et Louis Pétri, et n'est pas surpris de la présence d'un groupe FTP à Saint-Mars-du-Désert dirigé par Jean Séailles. Le 3 juin, Anne Janvier sa sœur porte le message codé aux Pompiers de Paris signifiant qu'ils devront rejoindre la zone de Bais pour le Débarquement.
Dès le début de juin 1944, Jean Renaud-Dandicolle et Maurice Larcher partent pour se diriger vers Pont-d’Ouilly, ayant reçu de nouvelles missions à remplir de ce côté. Ils ne reviendront pas.

### Le Débarquement
Paul Janvier, en dépit du silence de Baissac est mis au courant de l'imminence du Débarquement. Le 6 juin, nouveau parachutage à Gesvres. Le message pour les Pompiers est envoyé. Mais pas de retour, le 10 juin, Emond Duval rejoint Paris. L'aventure du régiment de Pompiers ne peut se faire… Vers le 11 juin, l'organisation des groupes est figée et répartie. Seuls auront leur maquis : Gesvres à Bouillan, et Izé-Bais à La Giponnière, en Izé. Tous les autres, armés individuellement restent dispersés et ne se regroupent que pour les attaques, n'ayant qu'à connaître un seul chef, qui seul connaîtra Janvier et recevra ses ordres. Pour tous les autres, il n'est qu'un médecin continuant ses visites et consultations sans aucun lien avec les évènements. Le soir même, le groupe de Gesvres récupère trois sénégalais qui resteront au Maquis jusqu'à la Libération.

#### Juin 1944
Dans la nuit du 14 juin au 15 juin, Médéric Lepoivre, Jean Daniel participent avec le groupe de Jean Séailles du maquis de Saint-Mars-du-Désert à la destruction des lignes électriques entre Sillé-le-Guillaume et Fresnay-sur-Sarthe. Des Allemands sont tués ou blessés lors de cette opération. Ces opérations sont entretenues du 14 juin au 20 juin.
Le 15 juin, le Général Marcel Allard (Rodolphe) arrive chez Janvier, lui apportant enfin les ordres du commandement français. Il est suivi de quelques heures après d'Étienne de Raulin (Laboureur), Claude de Baissac accepte qu'un message soit envoyé à Londres pour prévenir que tout est prêt et que le contact avec le commandement français est pris. Janvier et son groupe suivent le commandement français qui indique de renforcer le maquis, et de ne surtout pas précipiter les actions, et de ne pas attaquer en masse les convois allemands pour ne pas se faire démasquer, de se borner à couper les lignes électriques et téléphoniques, etc. Le soir, Allard et de Raulin vont coucher à Hambers.
Le 18 juin, Étienne de Raulin et Claude de Baissac se réunissent chez Janvier pour préparer des parachutages dans la région de Château-Gontier. Le 19 juin, un pilote canadien errant tombé près de Falaise, le lieutenant Harry Cleary est récupéré par le groupe de Gesvres. Il part huit jours plus tard rejoindre Jean Renaud-Dandicolle et Maurice Larcher. Le 20 juin, Étienne de Raulin assiste à son 1er parachutage d'armes, organisé au Mont Saint-Sulpice. Seuls trois avions déversent leur cargaison en forêt de Pail. Il faudra 48h pour camoufler et transporter les 7 tonnes d'armement.
Le 21 juin, Janvier reçoit la visite de Pierre Hunault (Besnier), de Craon et de son ami Camus, de Meslay-du-Maine (Groupe de résistance de Château-Gontier), qui viennent organiser avec Claude de Baissac les parachutages dans la région de Meslay-du-Maine et de Château-Gontier. Ils partent au petit-jour avec de l'armemement pris dans la réserve de Bais. Le 22 juin, Londres annonce que le parachutage est manqué à Meslay-du-Maine, mais réussi à Château-Gontier.
Vers le 22 juin, il y a des craintes sur la découverte du maquis de Gesvres, par la présence de civils étrangers circulant dans la région, en complément avec l'automobile de repérage audio. Il est décidé de transporter le camp dans un nouveau lieu du maquis est La Monnerie ou La Meunerie à Saint-Pierre-des-Nids. L'expédition est effectuée du 25 juin au 26 juin dans des conditions difficiles. Le soir même, le groupe de Saint-Martin-de-Connée récupère des armes en foret de Pail. Le 28 juin, Janvier qui voit Lise de Baissac à La Meunerie la prévient de la présence de la Milice dans la région. Le 30 juin, Jean Deniel, au cours d'une liaison avec le groupe de Jean Séailles essuie le feu des miliciens près de l'ancien camp au Petit-Bouillan à Gesvres.

#### Début Juillet 1944
Le 4 juillet, la route de Gesvres à Pré-en-Pail est minée par des membres du groupe de Résistance. Le 5 juillet, Jean-Pierre Camus, fils de Charles Camus - pompier, membre de la Sécurité parisienne - arrive de Paris, et rejoint le Maquis de la Meunerie. Le même jour, un parachutage est organisé à proximité du Maquis avec la réception de 5 tonnes de matériel. Le 6 juillet, la route de Gesvres à Pré-en-Pail est à nouveau minée. Le 7 juillet, accident grave : une manipulation d'armement tourne mal : Alex est rempli d'éclats d'obus, Jean-Pierre Camus a la jambe droite fracassée. Prévenu à Vilaines-la-Juhel, le docteur Louis Barazer vient donner les premiers soins. Au petit jour, le 8 juillet, Janvier est informé. Alex ne veut pas se faire évacuer, restant le seul chef au camp pour y maintenir de l'ordre. Janvier, ayant pris en charge un maquisard blessé, décide de l'emmener à Laval. Il y rencontre le Docteur Paul Mer qui lui apprend qu'il fait partie du Comité de Libération et que Robert Dupérier, futur préfet, est arrivé. Mer lui conseille de se méfier d'Étienne de Raulin (Laboureur), qui veut se faire passer comme commandant civil de la Mayenne. Janvier lui explique alors l'organisation de son groupe, et se met à disposition pour la fourniture d'armes à Laval. Janvier profite du voyage pour aller ensuite à Meslay-du-Maine afin de savoir ce que devient Etienne de Raulin (Laboureur), dont il n'a plus signe de vie et les causes de la non-réception du parachutage du 22 juin. Il voit Camus et le prie d'envoyer Laboureur au plus vite chez lui.
Le 10 juillet, nouveau parachutage avec 7,5 tonnes de matériel à La Meunerie. Le lendemain, les groupes de Bais et de Saint-Martin-du-Connée vont se ravitailler en armes et munitions. Le même 11 juillet, Laboureur arrive avec Claude de Baissac et Lise de Baissac chez Janvier. Il y retrouve Etienne Amaudrut, de Laval, venu chercher des armes. Laboureur ne manque pas de s'intituler commandant militaire de la Mayenne, et donne un message du commandement français donnant champ libre pour les attaques intempestives. Claude de Baissac confirme que Londres demande d'attaquer maintenant de façon intensive dans le secteur : l'effet de surprise doit agir à plein.

### L'effet de surprise
Dès le 12 juillet, l'ordre est donné à tout le réseau de miner et d'attaquer toutes les routes prévues. Le 15 juillet, Janvier, qui ne peut s'absenter, demande à Laval de récupérer Alex dont les plaies suppurent toujours. Le Maquis de La Meunerie passe sous les ordres de Médéric Lepoivre. Le 16 juillet, nouveau contact avec Laboureur et les envoyés de l'Etat-Major de la région M, en liaison avec Claude Jaeger (colonel Michelin). Le 17 juillet, Alex est transporté à la Clinique Saint-François à Laval, par deux amis de Janvier : les docteurs Frédéric Le Jamtel et Jules Amaudrut.
Les opérations de minage et d'attaque des routes sont régulières : le 20 juillet, un camion saute sur la route d'Assé-le-Béranger à Evron. Deux agents spéciaux anglais du Bureau des opérations aériennes (BOA), placés à Saint-Léonard-des-Bois, viennent rejoindre le maquis à Saint-Pierre-des-Nids.

### Armes et munitions
Le 21 juillet, une réunion est organisée chez Janvier avec le général Marcel Allard, Étienne de Raulin, Claude de Baissac et Jean II, un membre du Bureau des opérations aériennes de la région. Baissac et Allard s'opposent sur le commandement des opérations. Le 21 juillet, Laboureur va voir le docteur Louis Barazer à Villaines-la-Juhel, et à l'insu de Janvier se rend au maquis de Saint-Mars-du-Désert dirigé par Jean Séailles, où il se prétend seul commandant en chef. Le soir du 21 juillet, Henri de Mollans ayant formé un groupe à Laval, mais sans armes, rencontre Paul Janvier qui lui indique qu'il fera l'impossible pour lui fournir armes et munitions, qu'il recevra le 26 juillet. Le 22 juillet, Claude de Baissac, revient chez Janvier, furieux des contacts pris par Laboureur à Saint-Mars-du-Désert. Il prétend que Londres lui a transmis un message indiquant qu'Allard et de Raulin sont inconnus. Il prie Janvier de se méfier d'eux et de refuser, jusqu'à nouvel ordre de leur livrer des armes. Janvier, devant ces complications, décident de diriger seul ses maquisards suivant les ordres reçus, tout en restant en liaison avec le commandement anglais, pour la continuation des actions suivant l'évolution des opérations militaires. Le soir, Janvier reçoit Pierre Hunault (Besnier). Claude de Baissac qui arrive au même moment accepte de lui livrer des armes. Janvier indique à Besnier de se mettre en liaison avec Henri de Mollans et lui conseille de prendre en main lui-même ses groupes en négligeant Laboureur.

### Intensification
Le 23 juillet, le Maquis de Courtemiche à Champfrémont tombe : Bernard Dufrou, grièvement blessé, parvient à s'enfuir. Les neuf rescapés du groupe VII sont recueillis au maquis de La Monnerie ainsi que quatre nouveaux parachutistes américains évadés de la prison d'Alençon. Le 29 juillet, Maurice Mallet et Jacques Hochin, du Maquis de Courtemiche, sont fusillés par Bernard Jardin, chef des auxiliaires français de la Gestapo à Champfrémont.
Le 24 juillet, Laboureur est convoqué au Maquis de Saint-Mars-du-Désert par Claude de Baissac. Janvier et Hunault y vont. Le camp est attaqué par les Allemands. Au vu de la présence des Allemands dans le secteur, Janvier et Hunault partent. Claude de Baissac indique qu'il garde Laboureur jusqu'à obtention de plus amples renseignements sur lui et son entourage. Le 25 juillet, Claude de Baissac revient chez Janvier indiquant qu'il a libéré Laboureur sur sa parole d'honneur de quitter leur secteur. Il demande à Janvier de ne plus avoir aucune liaison avec celui-ci et ses amis. Le 26 juillet, un envoyé d'Henri de Mollans vient réclamer à Janvier des armes. Il lui explique les difficultés crées par Laboureur et lui dit avoir chargé Besnier de lui fournir ce qu'il demande dès que possible. Dans la soirée, arrivent à nouveau Claude de Baissac et Besnier pour fixer les terrains de parachutage dans la région de Laval-Château-Gontier. Janvier, après le départ de Baissac, exprime à Besnier ses doutes sur le bon déroulement de ces parachutages, compte tenu de tous les ennuis de ces derniers jours. Le soir, une équipe interalliée parachutée, en uniforme demande à Janvier d'intensifier à outrance les attaques pour soulager les forces débarquées. Il y a un effectif d'environ 200 personnes sous sa responsabilité entre Bais et Alençon. L'ordre est donné d'attaquer jour et nuit les Allemands, dont il faut couper les ravitaillements, les liaisons et empêcher les regroupements.

### Zone rouge
Le 28 juillet, un camion saute sur la route de Sillé à Villaines, un camion de munitions explose sur la route de Sillé à Saint-Martin-de-Connée. Le 30 juillet, vers 13h, un groupe de FTP égarés dans la région attaque une ambulance à la sortie du bourg de Bais. La population est effrayée, car les Allemands ont pris 2 otages, qu'il libéreront dans la soirée. Le soir, janvier demande à ce groupe de quitter la région.
À partir du 31 juillet 1944, les attaques sont multiples et dans toute la région. Sur les cartes d'Etat-Major allemand, toute la zone de Bais à Alençon est entourée de rouge comme zone dangereuse bourrée de terroristes. Un camp de prisonniers est organisé à la Giponnière. Ils sont garder par des Russes déserteurs, encadrés de quelques maquisards.
Le 1er août 1944, attaques multiples sur les routes : Gesvres-Saint-Léonard ; Villaines-Gesvres ; Saint-Léonard-Saint-Céneri et Saint-Martin-de-Connée. Le groupe de Saint-Léonard échappe à 3 reprises aux Allemands qui essaient de les encercler. De ces attaques, résultent 8 tués chez les Allemands, de nombreux blessés, 5 camions et 1 voiture d'officiers détruits avec leurs occupants. Au même moment, ont lieu des attaques sur la route Izé-Bais avec 2 camions détruits et tués et blessés, ainsi qu'en forêt de Sillé, où un camion de munition saute une partie de la nuit.
Un état-major allemand va arriver au Château de l'Hôpiteau en forêt de Sillé selon André Piron, de Orthe. Son oncle est employé au château et donnera tous les renseignements utiles. En accord avec Piron, il n'y aura pas d'attaque directe du château en raison des représailles certaines sur la population de Sillé. Il y aura par contre une mine de renseignements très précieux pour le commandement allié. Il sera facile de subtiliser les estafettes venant ou sortant du Q.G. Allemand.
Le 2 août 1944, la RAF bombarde à Bais, des convois de réfugiés pris pour des Allemands. Le 3 août 1944, le docteur Louis Barazer vient reprendre Alex pour le reconduire à La Meunerie où il reprend le commandement. Le soir-même, une chenillette saute avec son canon tracté sur la route de Gesvres à Saint-Léonard. Aussitôt, les Allemands se mettent à patrouiller, mais sautent sur les mines, et fuient le secteur.
Le 4 août 1944, nouvelles attaques : route Izé-Bais, 3 camions sautent ainsi que 2 voitures d'officiers avec leurs occupants qui sont tués ou grièvement blessés ; route Assé-Evron, une chenillette et un camion détruits ; route Villaines-Gesvres, une voiture d'officier détruite avec ses occupants et 2 camions pulvérisés ; route Saint-Céneri-Saint-Léonard et route Moulins-Le Carbonnel-Saint-Léonard, attaques de convoi au F.M., nombreux blessés, 4 tués. Le groupe échappe encore à l'encerclement.

### Libération de Mayenne et représailles
L'objectif initial des Américains d'établir une tête de pont avec Aron au centre, fixant ainsi cette commune comme point central de la bataille liée à la Libération de Mayenne. Les combats d'Aron, livrés par les troupes Allemandes en retraite en vue de retarder l'avance américaine, doivent être mentionnées dans les annales de la Campagne de la Libération de la France à la suite de la Libération de Mayenne en date du 5 août 1944.
Les Allemands évacuèrent Mayenne en direction de Bais. Ils stabilisent le front à 3 km de Mayenne, particulièrement près d’Aron. Du 6 au 12 août 1944, la région d'Aron comme toute celle du Nord-Est de la Mayenne est le théâtre d'incessants combats où l'arrière-garde allemande affronte, du 6 au 12 août 1944, les forces américaines.
Dans ce contexte, le 5 août 1944, à 6h du matin, les Allemands tentent d'incendier la ferme de la Gandaisière à Bais. Jean-Baptiste Viellepeau, aveugle de naissance est abattu par une rafale de mitraillette sous les yeux de ses parents à l'entrée de la maison. Dans la matinée, une voiture d'officiers est attaquée sur la route Bais-Trans, faisant des blessés qui fuient. Attaque à la mitraillette et au F.M., route Saint-Denis-Saint-Céneri, de voitures d'officiers et d'un camion, nombreux blessés chez les Allemands. Vers 14h, une voiture d'officiers est attaquée route d'Izé-Bais. Un capitaine, un lieutenant et trois hommes sont tués.
Toujours le 5 août 1944, arrêtée par un câble placé en travers de la route, une estafette moto est faite prisonnière et est emmenée au camp de la Giponnière. Vers 16h, Paul Janvier, à bord de sa Simca 5, est intercepté par une patrouille S.S. allemande, dans la côté de Préhoudré. Les S.S. veulent le fusiller trouvant du sang sur sa chemise. Il est sauvé par l'intervention d'un officier qui lui explique que ses soldats sont épuisés par les attaques des terroristes, et il laisse Janvier à l'entrée du bourg de Bais. Il ne rentre pas chez lui, mais chez sa mère, ou Camille Hyvard père, lui indique de fuir au plus vite, sa maison étant cernée par les Allemands à la suite d'une dénonciation d'un pauvre ivrogne du bourg. Il peut fuit et retrouve au petit jour sa femmes et ses enfants, qu'il avait placé 48 heures auparavant à la Roisière en Champgenéteux. C'est désormais son P.C. Sa femme servant d'agent de liaison pendant son absence. Le docteur Janvier abandonne sa voiture trop visible, pour un vélo comme moyen de locomotion.
Les attaques se poursuivent dans la soirée : route Izé-Bais, un camion saute et ses occupants tués ; un camion saute sur la route Sillé-Saint-Pierre ; deux camions explosent route Villaines-Champgnéteux. En représailles, les Allemands encerclent dans la nuit le village de l'Aubrière à 500 m de Bais. Plusieurs réfugiés du Calvados y séjournaient depuis quelques jours chez M. Vetillard, cultivateur. Découverts au cours de la perquisition, 3 d'entre eux, MM. Guimond, Garnier et Deslandes sont désignés avec MM. Vetillard et Chancerel, propriétaire des lieux comme otages et conduits dans un champ attenant. Alignés, battus et fouillés, ils sont froidement abattus après que l'un d'entre eux M. Chancerel ait été libéré. Recouvert seulement de quelques mottes de terre dans un champ à 300 mètres de la ferme, le corps de ces 4 civils ne sont retrouvés que 4 jours plus tard.
Les Allemands commencent à être nombreux dans la région, et une attaque du camp de la Meunerie est à craindre. Les dernières armes qui s'y trouvent sont transbordées. Le 6 août 1944, les attaques des groupes continuent : route Hambers-Mayenne, une estafette moto est tuée ; toute la route Sillé-Saint-Pierre est minée et des camions y sautent ; entre Bais et Izé, un camion est attaqué. Nombreux blessés et tués. Les Allemands attaquent le camp de la Meunerie. Mais attendus, ils doivent reculer en emportant les morts et les blessés. Craignant une opération d'envergure, le bruit est répandu que 400 parachutistes circulent dans la région. Déjà surpris par la résistance des maquisards, les Allemands quittent le soir même les camps qu'ils avaient établis à Gesvres et à Saint-Léonard-des-Bois où près de 1 500 hommes étaient cantonnés.
Du 7 août 1944 au 10 août 1944, les opérations continuent avec une forte intensité : minage, capture de prisonniers, destructions, etc. À la demande des Alliés des agents sont envoyés pour recueillir le maximum d'information concernant la situation et l'importance des groupements Allemand, par les Américains arrivés à Montsûrs. À la Libération de Laval, Paul Janvier est désigné membre du Comité départemental de libération de la Mayenne.
Le soir du 10 août 1944, Claude de Baissac demande de cesser toute opération d'envergure. Les Allemands sont en fuite, et les Alliés prêts à faire leur jonction avec les groupes de Résistance. Le 11 août 1944, vers 18h, une liaison est établie à Saint-Pierre-des-Nids avec un escadron américain motorisé.

### Libération
Le 12 août 1944, les groupes libèrent Bais, Izé. Des groupes du réseau Navarre libèrent Saint-Pierre-des-Nids et Gesvres et ramassent quatorze prisonniers. Le 12 août 1944, Paul Janvier se porte à la rencontre des unités américaines qui flanquaient l'aile gauche de la 2e division blindée. Il a pu éviter les tirs préparatoires sur Évron avant la progression des unités : il n'y avait plus de résistance allemande. Il a ainsi protégé des hommes et des biens d'une destruction inutile. Bien renseigné sur le secteur, les troupes américaines font direction vers Alençon, et progressent jusqu'à Saint-Pierre-des-Nids sans résistance.
Le 14 août 1944, le maquis de la Meunerie est réparti en trois groupes de 25 hommes pour occuper définitivement Gesvres, Saint-Pierre-des-Nids et Saint-Léonard-des-Bois. Le 15 août 1944, une patrouille capture 14 Allemands errant sur la route de Saint-Pierre-des-Nids à Pré-en-Pail, et en profite pour arrêter un nommé Palli, membre du Parti populaire français, réfugié à Saint-Céneri. Le 16 août 1944, une patrouille se heurte près de Saint-Pierre-des-Nids à trois Allemands, qui ne veulent pas se rendre et qui seront, à contrecœur, abattus. A cette époque, Paul Janvier indique que Claude de Baissac, Lise de Baissac et Phyllis Latour sont déjà partis pour suivre leurs aventures. Du 15 août 1944 au 22 août 1944, les patrouilles résistantes de nettoyage circulent dans le secteur, et plusieurs volontaires pour poursuivre les combats améliorent leur instruction militaire, en vue de leur intégration dans l'armée. Les habitants se plaignent d'un groupe égaré, se disant FTP bretons, pille des fermes sur Bais et Izé. Apprenant un soir qu'ils doivent s'attaquer à un garage d'Izé, Janvier envoie un groupe de protection et les fait prévenir qu'on tirera sur quiconque osera s'approcher. À partir de ce jour, tout pillage cesse, et le groupe disparaît.
Le 22 août 1944, les groupes de Gesvres et de Saint-Pierre-des-Nids sont transférés à Saint-Léonard-des-Bois, où le curé met à disposition les bâtiments de l'Ecole. La Résistance de la Sarthe voudrait en profiter pour intégrer les groupes, mais refus catégorique de Janvier qui reste rattaché à la Mayenne. Le calme étant complet dans la région, Janvier fait rassembler toutes les armes et munitions à Saint-Léonard-des-Bois, et les non-volontaires pour s'engager dans l'armée à rentrer chez eux, avec la satisfaction du devoir accompli. Le 1er septembre 1944, le maquis du réseau Navarre a cessé d'exister. Les volontaires formeront la première compagnie d'un bataillon de marche, le VI/4.

## Epilogue
Paul Janvier indique dans son ouvrage la prudence que le CDL de la Mayenne ne manqua jamais d'appliquer. Il cite son expérience personnelle où membre du Comité départemental de libération de la Mayenne (CDL), une demande provenant du CDL du Nord (Lille), signée d'un collaborateur, demandait son arrestation comme pillard de la région de Bais. Elle montrait pour lui le danger des injustices qui pouvaient être commises et combien il fallait être prudent dans les jugements portés. Il évoque aussi comme surprise sa convocation à la gendarmerie de Bais quelques mois plus tard par les services secrets de Paris pour être soupçonné d'avoir commis un attentat à Paris contre un député nommé Étienne de Raulin...

## Hommages
À Bais, une rue porte le nom de « rue Docteur-Paul-Janvier », depuis juin 1986.

## Décorations
- Médaille militaire (8 mai 1983)[25],[26]
- Médaille de la Résistance française (décret du 24 avril 1946)[27]

## Membres
L'équipe solide du docteur Janvier a toujours recherché l'efficacité tactique : embuscade puis décrochage en évitant les combats rangés. À son bilan, on peut compter : 7 parachutages, 78 coups de main et 42 missions de renseignements.

## Ouvrage
- Paul Janvier, Souvenirs de résistance d'un groupe du nord de la Mayenne : Réseau Navarre, Laval, 1970, 40 p.

### Études locales
- Francis Robin, La Mayenne de 1940 à 1944, Occupation, Résistance, Libération, Laval, 1973.
- Michel Desrues, Magali Even, Mémorial de la Mayenne 1940-1945, 2001.